# Al-Mústarxid (abbàssida)
Abu-l-Mansur al-Fadl al-Mústarxid bi-L·lah —àrab: أبو المنصور الفضل المسترشد بالله, Abū l-Manṣūr al-Faḏl al-Mustarxid bi-Llāh—, més conegut per la primera part del seu làqab com a al-Mústarxid (1092-1135), fou califa abbàssida de Bagdad (1118-1135). Era fill del califa al-Mústadhhir (1094-1118) i d'una esclava eslava anomenada Lubanah.
Va succeir al seu pare quan aquest va morir el 6 d'agost de 1118. Els turcs seljúcides aviat van estar en plena guerra civil després de la mort l'abril de 1118 del sultà Muhàmmad ibn Màlik-Xah. El successor fou el seu fill gran Mahmud II, de 13 anys. El seu oncle Sanjar dominava de manera indiscutida la Pèrsia oriental i per la seva edat i experiència era considerat el cap de família, però el jove Mahmud governava a la part de l'imperi reservada al sultà suprem. Mahmud tenia quatre germans: Massud, Toghrul, Sulayman-Xah i Saljuq-Xah, tots els quals segons el costum van rebre feus dins el territori de Mahmud II. A aquests joves prínceps se'ls nomenava un tutor o atabeg; l'ambició d'alguns d'aquests atabegs es va valdre dels seus pupils per reclamar parcel·les de poder més grans.
Els primers anys va estar enfrontat a Dubays ibn Sàdaqa, emir mazyàdida d'al-Hilla que com el seu pare Sàdaqa ibn Mansur havia fet amb al-Mústadhhir esperava exercir influència amb el nou califa. Durant la revolta del pretendent seljúcida Masud ibn Muhammad (1120/1121) Dubays va fer saquejos a l'Iraq que el califa li va tirar en cara. Dubays va anar a Bagdad i va amenaçar el califa a les portes del mateix palau. Al-Mústarxid va demanar suport a Mahmud II al qual va sol·licitar restar a Bagdad.
El 1122 el califa va enviar al shinna (comandant militar) de Bagdad, Ak Sunkur al-Bursuki, a expulsar Dubays d'Hilla, però aquesta missió va fracassar. El 1123 el califa va prendre l'afer en pròpies mans i va distribuir diners entre els bagdadians i es va posar en marxa cap a Hilla amb aquestes milícies per combatre Dubays. Va aconseguir una gran victòria i va retornar en triomf a Bagdad. El califa llavors va humiliar Dubays quan va ordenar a l'emir ortúquida Nadjm al-Din Ilgazi d'anul·lar el matrimoni de la seva filla amb Dubays. Dubays va haver de fugir de l'Iraq i va anar a Síria on va caure en mans de Buri de Damasc, i el califa el va perseguir fins allí i hi va enviar un oficial anomenat Ibn al-Anbari per portar-lo presoner; però quan va arribar a Damasc, Dubays ja havia estat lliurat a Zengi, que el va alliberar.
El shinna de Mahmud II a l'Iraq, Yürün Küsh, es va inquietar de l'augment de poder del califa i el 1125 va començar l'enfrontament: Yürün va advertir al seu senyor que el califa no el deixaria entrar a Bagdad i Mahmud II va avançar ràpidament (tot i que el califa va mirar de retardar-lo) i finalment forces dels dos costats es van enfrontar a Bagdad i el califa va demanar la pau. El 5 de maig de 1126 Mahmud va sortir de Bagdad deixant un nou shinna, Zengi, per vigilar estretament el califa.
A la mort de Mahmud II el 10 de setembre de 1131 quan només tenia 27 anys, el va succeir el seu fill Daud ibn Mahmud tutelat per l'atabeg Ak Sunkur al-Ahmadili, emir de Maragha, al sud de l'Azerbaidjan. Llavors els seus oncles Toghrul ibn Muhmammad i Masud ibn Muhammad van entrar en rebel·lió (altre cop). Sandjar es va imposar al primer, Toghrul II ibn Muhàmmad ibn Màlik-Xah (1131–1134), en el regnat del qual el califa va actuar posant al davant els seus interessos propis i jugant amb les diverses faccions, a les quals va llençar unes contra les altres. Va donar suport a les revoltes de Masud i de Saldjuk Shah. Sandjar va fer atacar Bagdad per Dubays ibn Sàdaqa i per Zengi però el califa els va derrotar el 13 de juny de 1132. Després de la batalla, el califa va mostrar la seva oposició a Sandjar i al seu protegit Toghrul II llegint la khutba en nom de Masud ibn Muhammad (novembre/desembre de 1132). Després, el 1133, el califa va deixar Bagdad per atacar Zengi a Mossul, però després d'un setge de tres dies es va haver de retirar perquè Zengi havia sortit de la ciutat abans de la seva arribada (la ciutat fou defensada pel seu lloctinent Nasir al-Din Djakar) i ara l'atacava pel darrere i tallava les seves comunicacions i aprovisionament.
L'octubre/novembre de 1134 va morir Toghrul II i Masud va anar a Hamadan contra el parer d'alguns dels seus emirs que es van dirigir a Bagdad i van demanar al califa d'atacar Masud. El califa els va escoltar i el va anar a combatre a la Pèrsia occidental (maig/juny de 1135) i el combat es va lliurar a Day Marg, a les portes de Hamadan. Els emirs turcs es van tonar a passar al bàndol de Masud i van abandonar al-Mústarxid. L'exèrcit del califa fou derrotat i tots els seus oficials foren fets presoners i empresonats al castell de Dar-i Djahan, a prop de Qazvín i Rayy. El botí fou enorme (van caler 170 mules per portar el que hi havia al campament del califa). El califa va haver d'acompanyar Masud en una gira per l'Azerbaidjan.
El calida fou assassinat mentre eren a Maragha, suposadament per membre de la secta dels assassins, l'agost de 1135. Fou enterrat a Maragha. Interpretacions modernes consideren que el sectari que el va matar havia estat pagat o per Sandjar o per Masud (o per tots dos) o que foren aquests els que van perpetrar el crim, per mitjà dels seus homes i sense intervenció de cap sectari.
Al llarg de la seva vida va reconstruir la muralla de Bagdad (1123), va fer construir el palau octogonal (al-Muthammana) per la seva esposa (es va casar el 1124 amb una filla de Sandjar) i va ampliar el palau Tadj. El seu visir més notable fou Djalal al-Din Hasan ibn Ali Sadaka (+1128) que sota pressió del visir seljúcida Uthman ibn Nizam al-Mulk, va ser revocat per un temps i substituït per Ahmad ibn Nizam al-Mulk. Als darrers anys de la seva vida va tenir com a visirs a Abu l-Kasim ibn Tirad al-Zaynabi i a Anushirwan ibn Khalid. El successor al califat fou el seu fill ar-Ràixid.